# Jaimie Alexander
Jaimie Alexander, pseudonimo di Jaimie Lauren Tarbush (Greenville, 12 marzo 1984), è un'attrice statunitense.

## Biografia

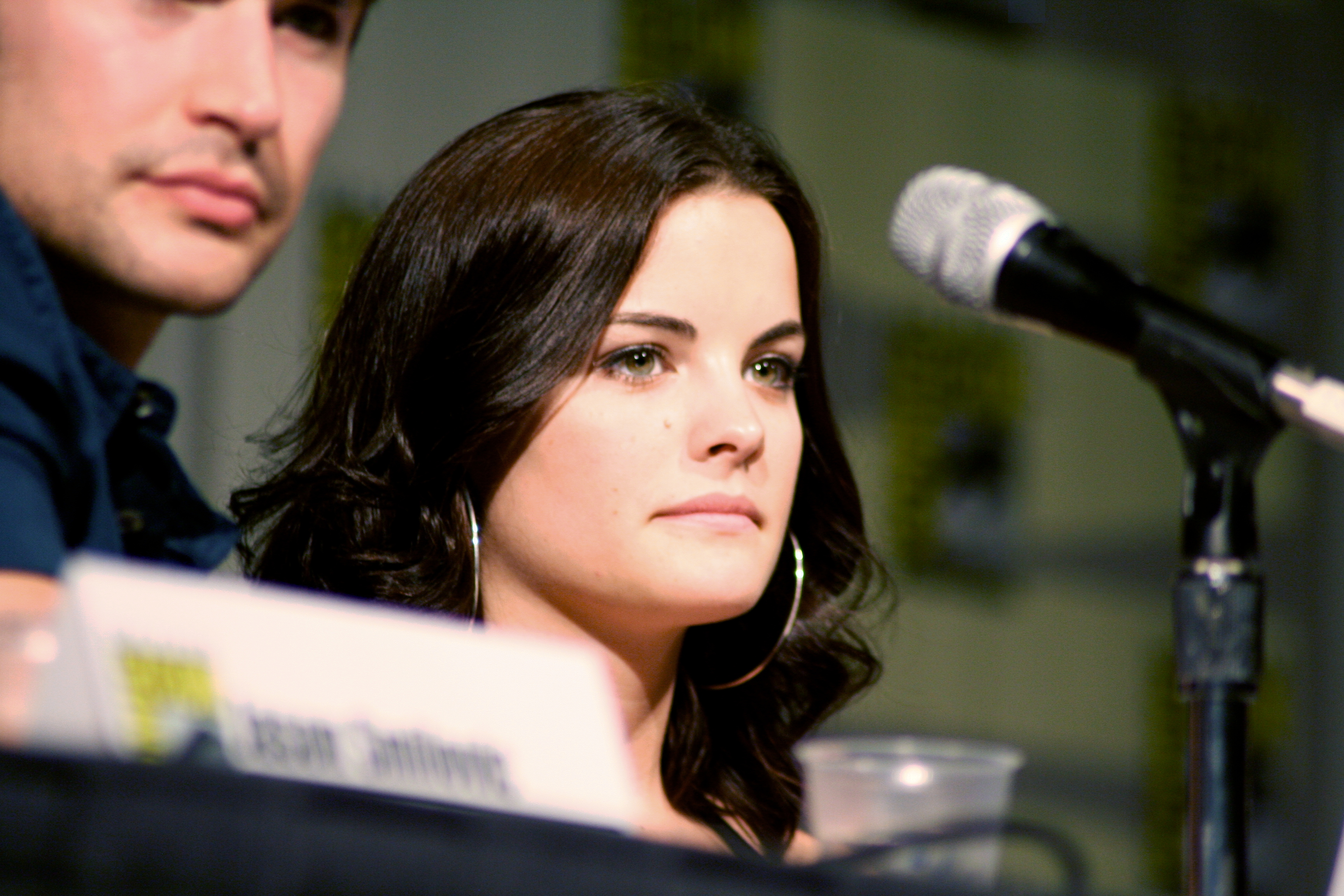
Jaimie Alexander alla tavola rotonda di Kyle XY, San Diego Comic-Con International, 26 luglio 2008.

Jaimie Alexander, all'anagrafe Tarbush, nasce a Greenville, Carolina del Sud, ma cresce a Grapevine, Texas, dove i Tarbush si trasferiscono nel 1988, quattro anni dopo la sua nascita. Della sua famiglia fanno parte anche quattro fratelli: tre maggiori e uno minore, Brady; le loro iniziali (B, D, C e M) sono tatuate sul suo avambraccio destro. Due di essi sono fratellastri da parte del suo patrigno.
Le sue prime esperienze teatrali risalgono agli anni delle scuole elementari, dove comincia a recitare per divertimento; successivamente frequenta la Colleyville Heritage High School, dove viene espulsa dal gruppo di teatro, specializzato in musical, poiché non in grado di cantare. Decide allora di dedicarsi allo sport come attività extrascolastica, entrando nella squadra di wrestling, finché, a 17 anni, sostituisce un'amica durante un incontro con un'agenzia di scouting e conosce il manager Randy James che, successivamente, le invia alcuni copioni. Un anno e mezzo dopo il diploma va a vivere a Los Angeles per cercare di diventare un'attrice.
(Jaimie Alexander, Interview Magazine, gennaio 2010.)
Nei primi tempi dopo l'arrivo a Los Angeles, Jaimie Alexander lavora come cameriera, finché inizia a studiare recitazione con la coach Janet Alhanti, e prende parte ad alcune pubblicità per Clean Clear, Abercrombie & Fitch e McDonald's.
La sua carriera inizia nel 2003, quando entra a far parte del cast di Fuga dall'Inferno - L'altra dimensione dell'amore nel ruolo di Hanna Thompson, la fidanzata del protagonista, che scompare improvvisamente e viene infine ritrovata morta. Inizialmente, era stata chiamata all'audizione per aiutare gli attori maschi ad interpretare i dialoghi, ma viene successivamente scritturata. Il film esce nelle sale quattro anni più tardi. Successivamente interpreta Sara in Squirrel Trap e appare come guest star in C'è sempre il sole a Philadelphia e Standoff.

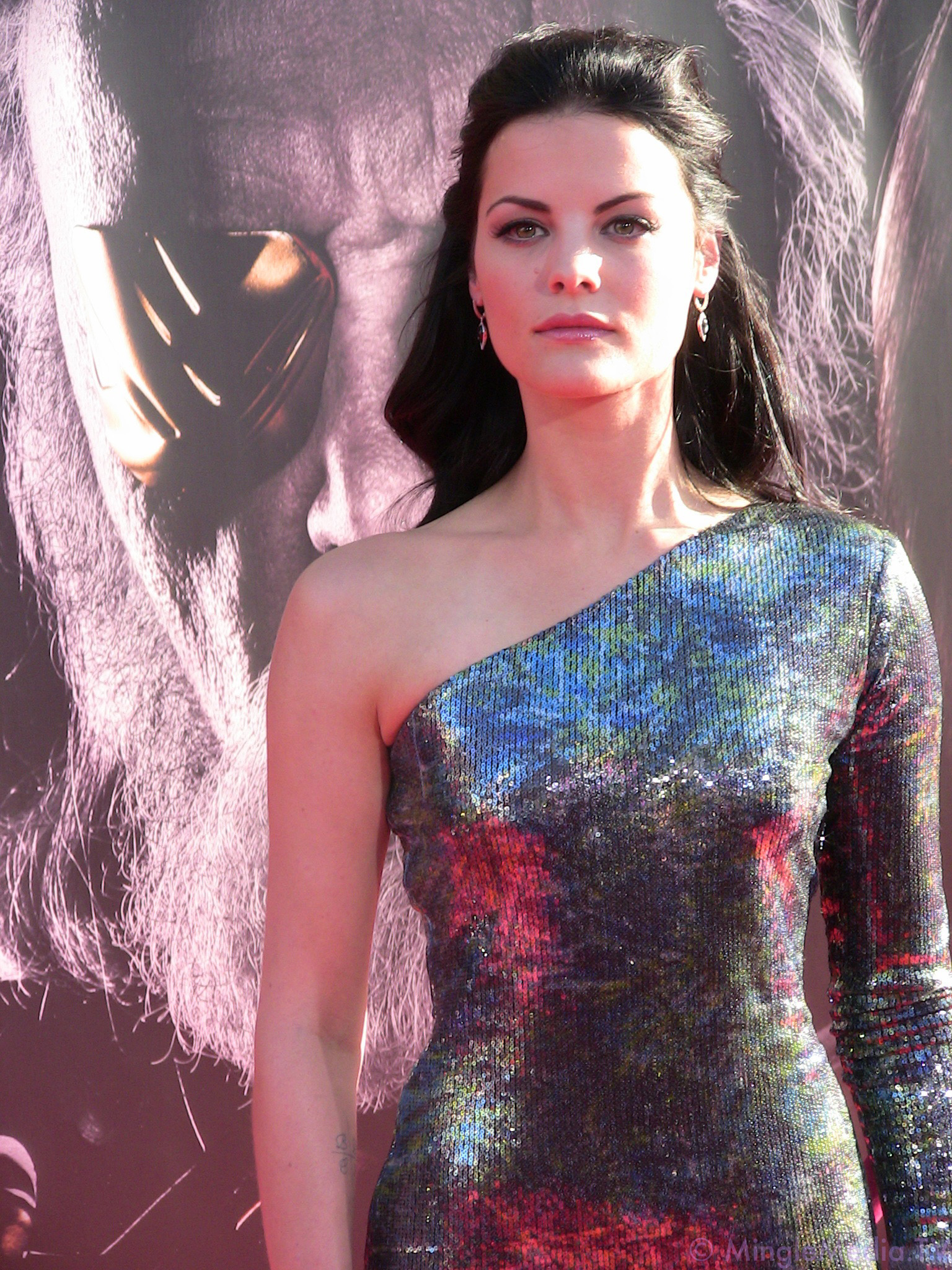
Jaimie Alexander alla première hollywoodiana di Thor nel 2011

Seguono ruoli più significativi: veste i panni di Caitlin Porter, sorella del protagonista, nel serial televisivo Watch Over Me e, nel 2006, ottiene il suo primo ruolo come personaggio principale, interpretando Nicole Carrow nel film horror Rest Stop. Alexander non riprende il ruolo nel sequel Rest Stop: Don't Look Back, dove viene sostituita da Julie Mond. L'anno successivo entra nel cast di un altro film horror, Hallowed Ground, nel ruolo di Elizabeth Chambers. Raggiunge il successo televisivo interpretando Jessi, una ragazza dotata di poteri soprannaturali che cerca di trovare il suo posto nel mondo, nello show di ABC Family Kyle XY. Nel frattempo, appare nel corto di Aaron Schoenke Here Lies Revelations, in CSI: Miami e Bones.
Nel settembre 2009, viene annunciata la sua partecipazione come Lady Sif nel film di Kenneth Branagh Thor, mentre, dopo un ruolo minore in Amore & altri rimedi, nel luglio 2010 entra nel cast del film indipendente L'amore non è un crimine, diretto da Michael Corrente. Tre mesi dopo interpreta Tunie Peyton, la cognata di Jackie in Nurse Jackie - Terapia d'urto. A ottobre 2011, torna a lavorare con Gregg Bishop nel cortometraggio The Birds of Anger, presentato al G4 Films Epictober Film Festival e ispirato al film Gli uccelli di Alfred Hitchcock. Oltre a film e serie televisive, nel 2010 partecipa alla webserie trasmessa su MSN Ultradome e prodotta da Milo Ventimiglia. Doppia inoltre Sif nel videogioco Thor - Il dio del tuono, basato sul film Thor.
Nel 2012, Jaimie Alexander appare in due episodi della seconda stagione della serie televisiva Covert Affairs. A febbraio, posa insieme al collega Alexander Ludwig per un servizio fotografico dedicato al film The Artist e pubblicato dalla rivista Bello, mentre, ad agosto, appare come guest star in un episodio della serie Perception. Alexander torna inoltre a vestire i panni di Sif in Thor: The Dark World, uscito in Italia il 6 dicembre 2013. A settembre, durante le riprese del film, subisce un grave infortunio alla colonna vertebrale, che la tiene lontana dal set per un mese.
Nel 2013, interpreta la poliziotta Sarah Torrance in The Last Stand - L'ultima sfida, al fianco di Arnold Schwarzenegger, recita in Savannah, diretto da Annette Haywood-Carter ed è Taylor Dolan, una donna che medita di uccidere il marito, interpretato da Frank Grillo, in Intersections, diretto da David Marconi. L'anno successivo, torna in televisione come guest star nel quindicesimo episodio della serie Agents of S.H.I.E.L.D., nel ruolo di Lady Sif; è inoltre ospite come giudice in una puntata incentrata sui supereroi Marvel del reality Project Runway: Under the Gunn e riveste il ruolo della co-protagonista Tara Bloom nel thriller Seduzione fatale. Nel 2015 ottiene il ruolo da protagonista nella serie della NBC Blindspot interpretando la protagonista Jane Doe.
Nel 2021 torna a interpretare Lady Sif nella serie televisiva Loki, e nel film Thor: Love and Thunder del 2022 per il grande schermo.

## Vita privata
Nel novembre 2012 Jaime Alexander inizia a frequentare il collega Peter Facinelli, co-protagonista con lei del film L'amore non è un crimine. La coppia aveva già lavorato insieme sul set di Nurse Jackie - Terapia d'urto. Nel marzo 2015 i due annunciano il loro fidanzamento, per poi terminarlo nel febbraio 2016.

## Filmografia

### Attrice

#### Cinema
- Squirrel Trap, regia di Eshom Nelms e Ian Nelms (2004)
- Fuga dall'Inferno - L'altra dimensione dell'amore (The Other Side), regia di Gregg Bishop (2006)
- Here Lies Revelations, regia di Aaron Schoenke - cortometraggio (2008)
- Amore & altri rimedi (Love and Other Drugs), regia di Edward Zwick (2010) - non accreditata
- Thor, regia di Kenneth Branagh (2011)
- The Birds of Anger, regia di Gregg Bishop - cortometraggio (2011)
- L'amore non è un crimine (Loosies), regia di Michael Corrente (2012)
- The Last Stand - L'ultima sfida (The Last Stand), regia di Kim Ji-woon (2013)
- Intersections, regia di David Marconi (2013)
- Thor: The Dark World, regia di Alan Taylor (2013)
- Savannah, regia di Annette Haywood-Carter (2013)
- Seduzione fatale (Broken Vows), regia di Bram Coppens (2016)
- London Fields, regia di Mathew Cullen (2018)
- Thor: Love and Thunder, regia di Taika Waititi (2022)
- Chase - Scomparsa (Last Seen Alive), regia di Brian Goodman (2022)
- Mississippi Secrets, regia di Michael Mailer (2022)

#### Televisione
- C'è sempre il sole a Philadelphia (It's Always Sunny in Philadelphia) – serie TV, episodi1x03 (2005) e 17×6 (2025)
- Rest Stop, regia di John Shiban – film TV (2006)
- Standoff – serie TV, episodio 1x01 (2006)
- Watch Over Me – serial TV, 66 puntate (2006-2007)
- Hallowed Ground, regia di David Benullo – film TV (2007)
- Kyle XY – serie TV, 33 episodi (2007-2009)
- Bones – serie TV, episodio 4x24 (2009)
- CSI: Miami – serie TV, episodio 7x18 (2009)
- Ultradome – webserie, episodio 1x02 (2010)
- Nurse Jackie - Terapia d'urto (Nurse Jackie) – serie TV, episodi 3x03-3x04-3x06 (2011)
- Covert Affairs – serie TV, episodi 2x05-2x06 (2011)
- Perception – serie TV, episodio 1x05 (2012)
- Agents of S.H.I.E.L.D. – serie TV, episodi 1x15, 2x12 (2014-2015)
- The Brink – serie TV, 4 episodi (2015)
- Blindspot – serie TV, 100 episodi (2015-2020)
- Loki – serie TV, episodio 1x04 (2021)

#### Videoclip
- Matthew Perryman Jones Save You (2009)

### Doppiatrice
- Thor - Il dio del tuono (Thor: God of Thunder) - videogioco (2011) - Sif
- What If...? – serie animata, episodi 1x03-1x07 (2021) - Lady Sif

## Riconoscimenti
- Action Icon Award
  - 2017 – Icona dell'action per Blindspot[38]
- Saturn Award
  - 2008 – Candidatura per la Migliore attrice non protagonista in una serie televisiva per Kyle XY[39]
- Scream Award
  - 2011 – Candidatura per la Migliore attrice non protagonista per Thor[40]
  - 2011 – Candidatura per la Miglior attrice emergente per Thor[40]

## Doppiatrici italiane
Nelle versioni in italiano delle opere in cui ha recitato, Jaimie Alexander è stata doppiata da:
- Stella Musy in Nurse Jackie - Terapia d'urto, Thor, The Last Stand - L'ultima sfida, Thor: The Dark World, Loki, Thor: Love & Thunder
- Federica De Bortoli in Blindspot, Chase - Scomparsa
- Antonella Rinaldi in Bones, CSI: Miami
- Alessia Amendola in C'è sempre il sole a Philadelphia
- Barbara Pitotti in Fuga dall'Inferno - L'altra dimensione dell'amore
- Giulia Franzoso in Watch Over Me
- Selvaggia Quattrini in Kyle XY
- Benedetta Degli Innocenti in Covert Affairs
- Letizia Scifoni in Perception
- Rachele Paolelli in Intersections
- Ilaria Latini in Agents of S.H.I.E.L.D.
- Emanuela Damasio in The Brink
- Eleonora Reti in Seduzione fatale

Come doppiatrice, Alexander è stata sostituita da:
- Stella Musy in What If...?